# Péter Krpesics
Péter Krpesics (ur. 25 września 1991 w Budapeszcie) – węgierski wioślarz.

## Osiągnięcia
- Mistrzostwa Świata Juniorów – Brive-la-Gaillarde 2009 – czwórka podwójna – brak[1][2].
- Mistrzostwa Europy – Montemor-o-Velho 2010 – czwórka bez sternika wagi lekkiej – 13. miejsce[1].